# Dar"ja Kustova
Dar"ja Andrėeŭna Kustova, accreditata come Darya Kustova dalla WTA (in bielorusso Дар’я Андрэеўна Кустава?; Mosca, 29 maggio 1986), è un'ex tennista bielorussa.

## Biografia
Nei tornei dello Slam ha ottenuto come miglior risultato il terzo turno nel doppio a Wimbledon 2008. All'ECM Prague Open arrivò fino alle semifinali perdendo contro Andrea Hlaváčková e Lucie Hradecká che poi conquistarono il titolo.
Nel 2009 agli Internazionali femminili di Palermo arrivò in finale insieme a Marija Korytceva affrontando Nuria Llagostera Vives e María José Martínez Sánchez che vinsero per 6–1, 6–2.
Nello stesso anno partecipò al Warsaw Open e al Tashkent Open esibendosi con Akgul Amanmuradova; l'anno successivo, nel 2010, la stessa coppia al Malaysia Open arrivò ai quarti; le due si fermarono invece ai primi turni al BNP Paribas Open 2010. La Kusotva cambiò partner al Roland Garros 2010, ma con Marija Korytceva non ebbe maggior fortuna, non riuscendo a superare il primo turno.